# Bahnstrecke Kars–Achalkalaki–Tiflis–Baku
| Schematische Darstellung der Bahnlinie Kars–Achalkalaki–Tiflis–Baku |                |                                          |                                          |
| Streckenlänge: | 105 / 718 km   |                                          |                                          |
| Spurweite: | 1435 / 1520 mm |                                          |                                          |
| |                |                                          |                                          |
| \| \| \| von Ankara und \| \| \| \| \| Istanbul Haydarpaşa \| \| \| \| 0 \| Kars \| Kars \| \| \| \| nach Gjumri (Armenien) \| \| \| \| \| \| \| \| \| 76 \| Türkei / Georgien \| Türkei / Georgien \| \| \| \| \| \| \| \| \| Achalkalaki (Stadtbahnhof) \| \| \| \| \| \| \| \| \| 105 \| Bahnhof Achalkalaki (Spurwechselbahnhof) \| Bahnhof Achalkalaki (Spurwechselbahnhof) \| \| \| \| Ninozminda \| \| \| \| \| von Jerewan \| \| \| \| \| Marabda \| \| \| \| \| \| \| \| \| \| Tiflis \| \| \| \| \| nach Batumi \| \| \| \| \| Georgien / Aserbaidschan \| \| \| \| 826 \| Baku \| Baku \| \| \| \| nach Türkmenbaşy (Turkmenistan) \| \| \| \| \| und Aqtau (Kasachstan) \| \| |                |                                          |                                          |
| Strecke |                | von Ankara und                           | von Ankara und                           |
| Strecke |                | Istanbul Haydarpaşa                      | Istanbul Haydarpaşa                      |
| Bahnhof | 0              | Kars                                     | Kars                                     |
| Abzweig geradeaus und ehemals nach rechts |                | nach Gjumri (Armenien)                   | nach Gjumri (Armenien)                   |
| Tunnelanfang |                |                                          |                                          |
| Grenze (im Tunnel) | 76             | Türkei / Georgien                        | Türkei / Georgien                        |
| Tunnelende |                |                                          |                                          |
| Strecke · Kopfbahnhof Streckenanfang (Strecke außer Betrieb) |                | Achalkalaki (Stadtbahnhof)               | Achalkalaki (Stadtbahnhof)               |
| Abzweig geradeaus und ehemals von links · Strecke nach rechts (außer Betrieb) |                |                                          |                                          |
| Bahnhof | 105            | Bahnhof Achalkalaki (Spurwechselbahnhof) | Bahnhof Achalkalaki (Spurwechselbahnhof) |
| Bahnhof |                | Ninozminda                               | Ninozminda                               |
| Abzweig geradeaus und von rechts |                | von Jerewan                              | von Jerewan                              |
| Bahnhof |                | Marabda                                  | Marabda                                  |
| Strecke von links · Abzweig geradeaus und von rechts |                |                                          |                                          |
| Strecke · Bahnhof |                | Tiflis                                   | Tiflis                                   |
| Strecke · Strecke nach links |                | nach Batumi                              | nach Batumi                              |
| Grenze |                | Georgien / Aserbaidschan                 | Georgien / Aserbaidschan                 |
| Bahnhof | 826            | Baku                                     | Baku                                     |
| Eisenbahnfähre |                | nach Türkmenbaşy (Turkmenistan)          | nach Türkmenbaşy (Turkmenistan)          |
| |                | und Aqtau (Kasachstan)                   |                                          |

Die Bahnlinie Kars–Achalkalaki–Tiflis–Baku, kurz KATB oder BTK (Baku–Tiflis–Kars), ist eine 849 Kilometer lange Eisenbahn-Verbindung zwischen der Türkei und Aserbaidschan. Sie wurde am 30. Oktober 2017 in Betrieb genommen und ist Teil des Transportkorridors Europa–Kaukasus–Asien.

## Teilstrecken
Die Eisenbahnverbindung verläuft über folgende Teilstrecken:
- Die Bahnstrecke Kars–Tiflis. Sie besteht aus
  - einer 105 km langen[Anm. 1] normalspurige Neubaustrecke (NBS) von Kars nach Achalkalaki und der
  - Bestandsstrecke Tiflis–Achalkalaki in russischer Breitspur, deren 169 Streckenkilometer seit 2007 – mit Unterbrechungen – saniert wurden;
- einem 23 km langen Abschnitt der Bahnstrecke Tiflis–Jerewan und
- dem 549 km langen östlichen Abschnitt der Bahnstrecke Poti–Baku, in den Jahren 2008 bis 2014 erneuert.

## Geschichte

### Historische Entwicklung
Im Zuge der Bahnstrecke Tiflis–Kars bestand seit 1899 eine Eisenbahnverbindung in der ehemaligen russischen Breitspur von 1524 mm. Beide Städte gehörten damals zum Russischen Kaiserreich. Die Strecke wurde bis 1916 nach Erzurum verlängert. Durch die neu gezogene Grenze zwischen der Türkei und der Sowjetunion nach dem Ersten Weltkrieg wurde die Strecke zerschnitten, jedoch weiter in der Breitspur betrieben. Nachdem die von Ankara vorangetriebene, normalspurige Bahnstrecke Ankara–Gjumri Kars erreicht hatte, wurde die Breitspurstrecke westlich von Kars in zwei Schritten 1957 und 1962 stillgelegt, der Abschnitt Kars–Gyumri dagegen ab 1964 mit einem Dreischienengleis betrieben. Der Personenverkehr wurde hier Ende 1988 eingestellt, der Güterverkehr 1990. Nach der Unabhängigkeit Armeniens 1991 und den folgenden tiefgreifenden Differenzen zwischen der Türkei und Armenien wurde diese einzige zwischen beiden Ländern bestehende Strecke auch nie wieder geöffnet.

### Planungen
Georgien, Aserbaidschan und die Türkei beschlossen deshalb nach 15-jähriger Planung den Neubau einer neuen grenzüberschreitenden Strecke und den Ausbau der restlichen, bereits bestehenden Strecken für eine Eisenbahnverbindung Kars–Achalkalaki–Tiflis–Baku. Auch Kasachstan und Turkmenistan, die über Eisenbahnfähren auf dem Kaspischen Meer an die neue Strecke angeschlossen sind, haben an der Verbindung großes Interesse. Der Vertrag über deren Bau wurde am 13. Januar 2007 in Tiflis unterzeichnet. Sie ist nach der Baku-Tiflis-Ceyhan-Ölpipeline und der Südkaukasus-Gaspipeline von Aserbaidschan ins türkische Erzurum das dritte Gemeinschaftsprojekt der drei Staaten.
Seitens der direkt Beteiligten und der Volksrepublik China wird die Verbindung als Teil der Neuen Seidenstraße betrachtet.

### Kritik
Armenien kritisiert das Projekt, da die vorhandene, über armenisches Territorium verlaufende und zurzeit wegen der geschlossenen türkisch-armenischen Grenze brachliegende Bahnverbindung Kars–Gjumri–Tiflis nicht genutzt, das Land also umgangen und weiter isoliert wird. Die bestehende Strecke ist zudem kürzer als der Neubau. Weiter hätte die derzeit nicht betriebene grenzüberschreitende Verbindung zwischen Türkei und Armenien mit nur etwa 18 Kilometer Länge für einen Bruchteil der Kosten des Neubauprojekts reaktiviert werden können. Deshalb verweigerten sowohl die USA als auch die EU eine Mitfinanzierung. Noch 2004 äußerte der damalige armenische Präsident Robert Kotscharjan seine Zuversicht, die BTK könne nicht realisiert werden, da diese angeblich keine wirtschaftliche Rentabilität besitzen würde. Wie bereits mehrmals betont, schloss der Außenminister Aserbaidschans Elmar Mammadyarov die Teilnahme Jerewans an diesem Projekt nicht aus. Dafür müsse Armenien allerdings die besetzte Berg-Karabach-Region räumen.
Auch in Georgien gab es kritische Stimmen gegen das Projekt: Salome Surabischwili, frühere georgische Außenministerin, äußerte die Befürchtung, dass die neue Strecke den für Georgien wirtschaftlich bedeutenden Schwarzmeerhäfen Poti und Batumi Verkehr entziehen könnte. Diese Bedenken verloren aber nach wiederholten russischen Boykottmaßnahmen gegen die georgische Wirtschaft seit 2006 an Gewicht.

## Betrieb

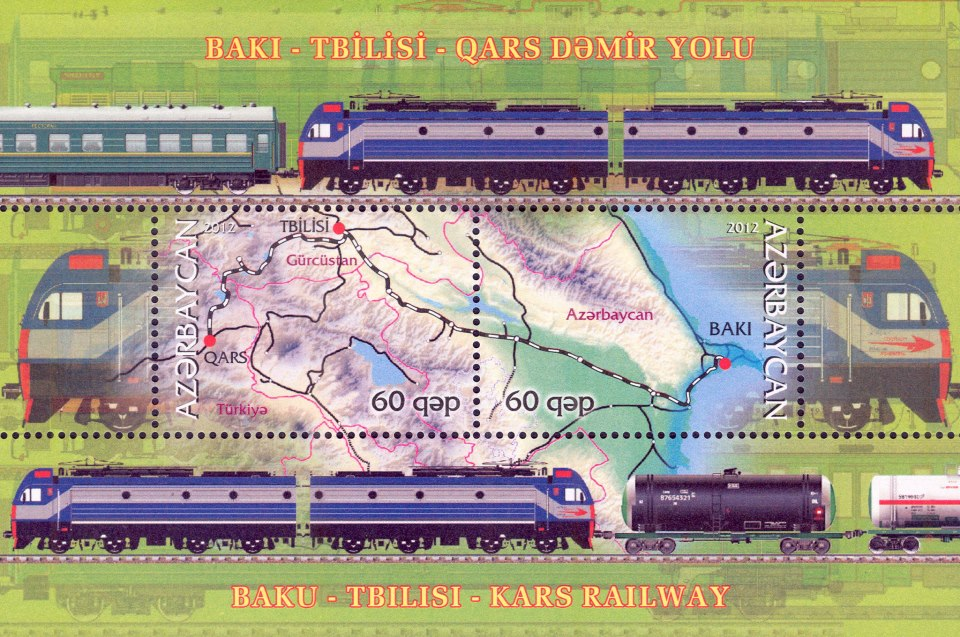

### Eröffnung
Am 30. Oktober 2017 wurde, nachdem als letztes auch der Grenztunnel zwischen der Türkei und Georgien fertiggestellt worden war, die neue Eisenbahnverbindung von den Staatspräsidenten der Türkei, Recep Tayyip Erdoğan, und Aserbaidschans, İlham Əliyev, sowie den Regierungschefs von Georgien, Giorgi Kwirikaschwili, Kasachstans, Baqytschan Saghyntajew, Usbekistans, Abdulla Aripov, und hochrangiger weiterer Vertreter aus Kirgistan und Tadschikistan eröffnet.
Sehr anspruchsvoll ist der Streckenabschnitt östlich von Achalkalaki. Hier weist die Bahnstrecke über längere Strecken ein Gefälle von 35 ‰ auf. Dort soll zunächst versuchsweise nur mit einer Höchstgeschwindigkeit von 25 km/h gefahren werden, was aber in der Praxis offensichtlich massiv überschritten wird. Problematisch ist hier im Betrieb vor allem, wie einem Bremsversagen begegnet werden soll.

### Güterverkehr
Anlässlich der Eröffnungszeremonie wurde auch ein Güterzug mit Containern, die aus Kasachstan gekommen und mit Weizen beladen waren, von Baku aus auf die Reise geschickt. Die Fahrt von Baku bis Achalkalaki dauerte 40 Stunden. Dort wurden die Container auf Normalspurwagen umgeladen, was neun Stunden in Anspruch nahm. Von dort wurden sie nach Mersin am Mittelmeer befördert, wo sie am 4. November 2017, nach fünftägiger Reise, ankamen.
Offiziellen Verlautbarungen nach ist die Kapazität der Strecke auf ein Güteraufkommen von 5 Millionen Tonnen ausgelegt. Der türkische Staatspräsident sprach in seiner Eröffnungsrede sogar von 6,5 Mio. Tonnen pro Jahr. Bis 2030 soll die Transportkapazität auf 17 Millionen Tonnen jährlich gesteigert werden.
Meldungen aus dem Frühjahr 2020 belegen, dass der durchgehende Güterverkehr Baku–Türkei auch mit Gütern, die von aus dem Bereich östlich des Kaspischen Meeres stammen, läuft. Sogar eine wöchentliche Verbindung Xi’an–İzmit nutzt seit Mai 2020 die Verbindung.
In Kars wurde ein Logistik-Zentrum errichtet und mit einer 7 km langen Stichstrecke angebunden. Es hat 19 Gleise beider Spurweiten und nimmt eine Fläche von 40 ha ein. Hier können auch Güter zwischen den Wagen der beiden Spurweiten umgeladen werden. Das Logistik Zentrum wurde am 23. Juni 2020 eröffnet.
Im Februar 2021 verkehrte erstmals ein durchgehender Container-Ganzzug von Ankara aus über die Strecke ins russische Güterverteilzentrum Worsino bei Balabanowo, etwa 50 km südwestlich von Moskau, der Konsumgüter geladen hatte. Seit April 2021 werden zwei wöchentliche Containerzugpaare zwischen Baku und Istanbul/Mersin von dem Joint venture Turkuaz angeboten, das sich aus je einem türkischen, georgischen und aserbaidschanischen Logistik-Unternehmen zusammensetzt.

### Personenverkehr
Durchgehender Personenverkehr über die Gesamtstrecke findet derzeit noch nicht statt. Die Aufnahme dieses Personenverkehrs wurde mehrfach angekündigt und wieder verschoben, zuletzt war sie für Ende 2019 geplant.

#### Umspuranlage
Die dafür erforderliche Umspuranlage wurde in Achalkalaki inzwischen errichtet. Geplant war eine Umspuranlage des Typs Rafil.

#### Fahrzeuge
Die staatliche Eisenbahngesellschaft von Aserbaidschan, Azərbaycan Dəmir Yolları hatte zum Preis von 120 Millionen Schweizer Franken bei dem Schweizer Unternehmen Stadler Rail drei Personenzüge zu je 10 Wagen für den Verkehr auf der Strecke in Auftrag gegeben. Jeder Zug bietet 246 Reisenden Platz und besteht aus:
- Einem Schlafwagen 1. Klasse (Lux): 8 Zweibett-Abteile mit je eigener Nasszelle und WC.[Anm. 3]
- Einem Wagen 1. / 2. Klasse mit vier 2-Bett-Abteilen 1. Klasse und sechs 3-Bett-Abteilen 2. Klasse. Je zwei Abteile lassen sich durch eine Verbindungstür zu einem Familienabteil kombinieren.
- Sechs Schlafwagen 2. Klasse mit je acht 4-Bett-Abteilen und einer gemeinschaftlichen Nasszelle und WC für den ganzen Wagen.
- Einem Wagen mit einem behindertengerechten Abteil, vier 4-Bett-Abteilen der 2. Klasse und weiteren Abteilen für das Personal.
- Einem Speisewagen mit 28 Plätzen.[28]

Die Wagen sind für eine Höchstgeschwindigkeit von 160 km/h ausgelegt und mit zwei voneinander unabhängigen Klimaanlagen und Vakuumtoiletten ausgerüstet. Außerdem haben sie eine Notstromversorgung, die auf einen 24-stündigen Vollbetrieb ausgelegt ist. Die Fahrzeuge halten die UIC-Fahrzeugbegrenzungslinie ein und haben Drehgestelle, die den automatischen Spurwechsel erlauben.
Die Fahrzeuge sollten 2016/2017 geliefert werden. Nachdem Zahlungsfristen nicht eingehalten wurden, hielt Stadler Rail die Lieferung bereits fertig gestellter Fahrzeuge zurück, unterbrach die Produktion der noch nicht fertiggestellten Wagen und nahm die Arbeit an den noch nicht begonnenen nicht auf. Die bereits fertiggestellten Wagen waren in der Schweiz abgestellt.
2018 einigten sich Stadler und ADY darauf, die Bestellung um einen Zug zu kürzen. Der erste Zug wurde im Frühjahr 2019 von der Schweiz an die ADY geliefert und auf der Umspuranlage in Achalkalaki getestet. Der Zug fuhr anschließend weiter nach Baku, wo ihn der aserbaidschanische Staatspräsident, İlham Əliyev, besichtigte. Der zweite Zug soll im Stadler-Werk Fanipol bei Minsk in Belarus gebaut werden.

#### Kapazität
Der türkische Staatspräsident sprach in seiner Eröffnungsrede davon, dass eine Million Reisende pro Jahr angestrebt seien. Angeblich sollen die Züge zwischen Baku und Istanbul verkehren. Aufgrund des bestehenden Hochgeschwindigkeitsverkehrs zwischen Ankara und Istanbul und der Tatsache, dass es nur zwei statt drei Züge geben wird, erscheint der Einsatz in der Verbindung Baku–Ankara wahrscheinlicher.

## Weitere Entwicklungen
Am 6. Mai 2019 unterzeichneten die Generaldirektoren der russischen, türkischen und georgischen Eisenbahn ein Abkommen, nach dem der Bau eines zweiten Gleises in Russischer Breitspur zwischen Kars und Achalkalaki geprüft werden soll.
Von Mai 2023 bis Mai 2024 war die Strecke aufgrund von Bauarbeiten im georgischen Abschnitt zwischen Achalkalaki und Marabda nicht durchgehend befahrbar. Am 23. Mai 2024 wurde sie wieder eröffnet. Die Verbesserungen an der Strecke haben deren jährliches Transportvolumen von 1 Mio. t auf 5 Mio. t erhöht.